# Route nationale 20 (Luxembourg)
Pour les articles homonymes, voir Route nationale 20 et N20.
La route nationale 20 (luxembourgeois : Nationalstrooss 20) est une route nationale reliant le lieu-dit Féitsch, situé dans la commune de Wincrange, à la frontière belge en direction de Bastogne.

## Historique
Le projet de liaison routière entre la « route de Wiltz vers le Nord » et la frontière belge est publié dans le Mémorial daté du 27 décembre 1870, publiant l'allocation par la Loi du 13 décembre 1870 d'un budget de 25 000 francs pour sa construction par l'État. Ce projet fait suite à la construction, du côté belge, d'une nouvelle route entre Longvilly et Bastogne, achevée dans la deuxième moitié des années 1860 et destinée à être prolongée sur le territoire luxembourgeois,. Son tracé et ses caractéristiques ont été fixés par l'Arrêté royal grand-ducal du 10 janvier 1871. Sa construction est achevée le 15 novembre 1871 pour un coût total de 24 729 francs dont 8 322 francs pour les emprises.

## Description du tracé
La route a une longueur totale de 2 166 mètres. Celle-ci débute au croisement avec la route nationale 12 à proximité du lieu-dit de Féitsch, longe le village d'Allerborn par le sud, récupère un tronçon de l'ancien chemin vers Bastogne, bifurque vers la gauche avant de franchir le Wemperbaach et d'arriver à la frontière belge.

### Entités sur le parcours
- Canton de Clervaux
  - Wincrange (commune)
    - Féitsch (lieu-dit)
    - Allerborn (section)

## Statistiques de fréquentation
| Point de comptage | Début de section    | Fin de section            | Trafic moyen journalier (3 jours moyens, pour les deux sens) | Trafic moyen journalier (3 jours moyens, pour les deux sens) | Trafic moyen journalier (3 jours moyens, pour les deux sens) | Trafic moyen journalier (3 jours moyens, pour les deux sens) | Trafic moyen journalier (3 jours moyens, pour les deux sens) | Trafic moyen journalier (3 jours moyens, pour les deux sens) | Trafic moyen journalier (3 jours moyens, pour les deux sens) | Trafic moyen journalier (3 jours moyens, pour les deux sens) | Trafic moyen journalier (3 jours moyens, pour les deux sens) | Trafic moyen journalier (3 jours moyens, pour les deux sens) | Trafic moyen journalier (3 jours moyens, pour les deux sens) |
| Point de comptage | Début de section    | Fin de section            | 1998                                                         | 2000                                                         | 2002                                                         | 2004                                                         | 2006                                                         | 2008                                                         | 2010                                                         | 2012                                                         | 2014                                                         | 2016                                                         | 2018                                                         |
| ----------------- | ------------------- | ------------------------- | ------------------------------------------------------------ | ------------------------------------------------------------ | ------------------------------------------------------------ | ------------------------------------------------------------ | ------------------------------------------------------------ | ------------------------------------------------------------ | ------------------------------------------------------------ | ------------------------------------------------------------ | ------------------------------------------------------------ | ------------------------------------------------------------ | ------------------------------------------------------------ |
| 941               | Wincrange (Féitsch) | Wincrange (Allerborn) 333 | 2 017                                                        | 2 158                                                        | 2 266                                                        | 2 259                                                        | 2 278                                                        | 2 193                                                        | 2 269                                                        | 2 420                                                        | 2 445                                                        | 2 738                                                        | 2 975                                                        |

## Galerie d'images

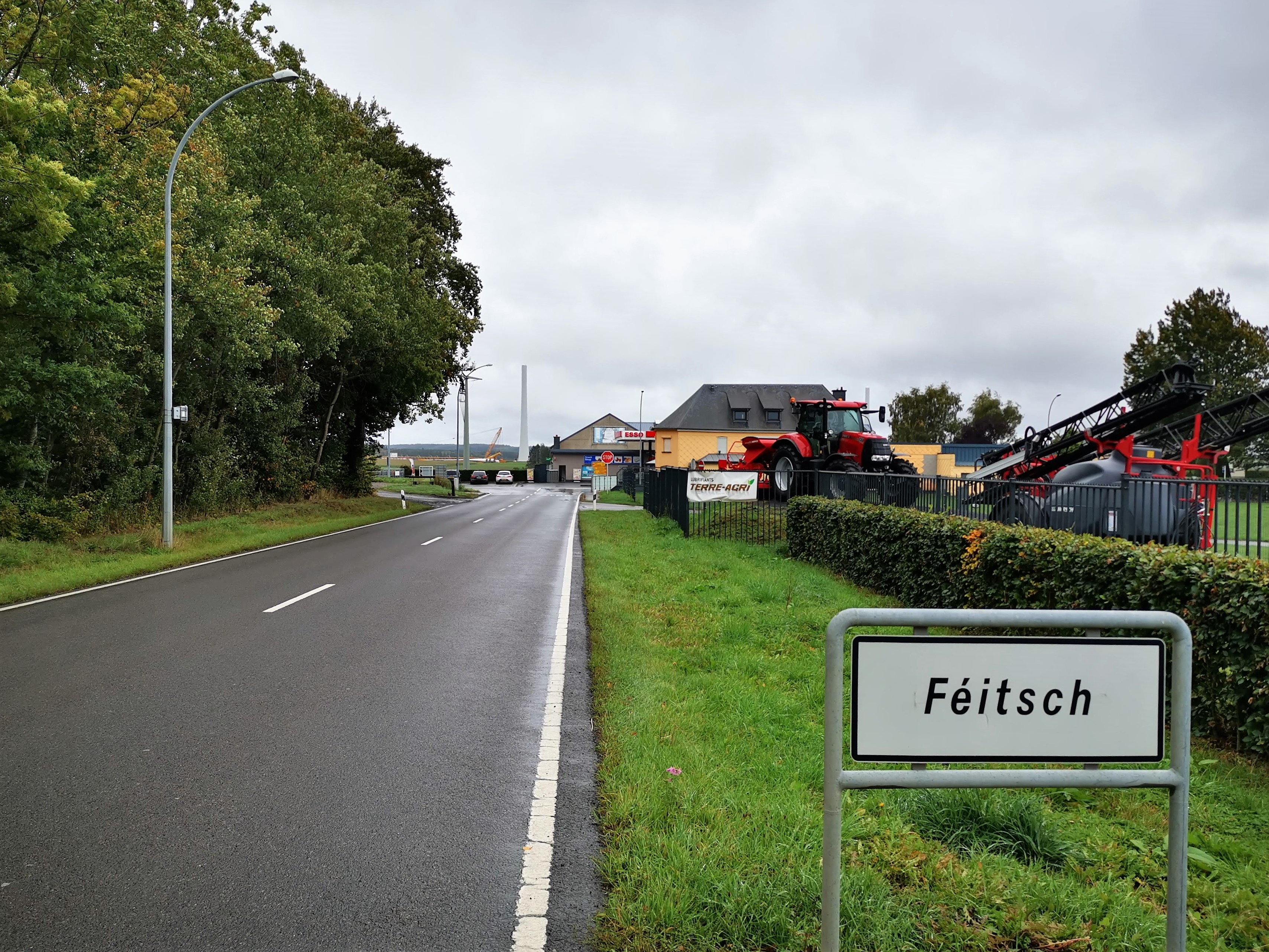
Fin de la route à Féitsch.
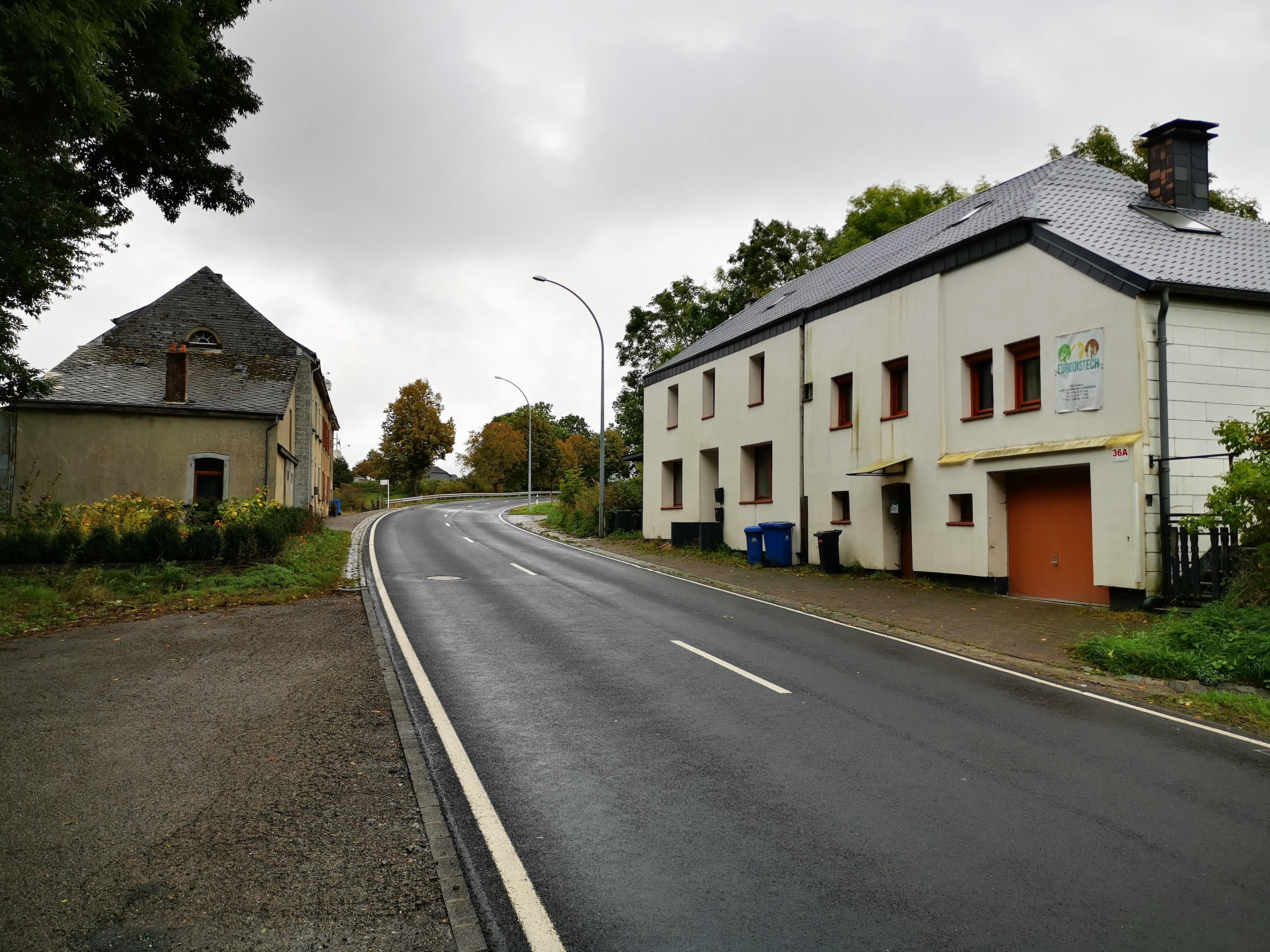
Vue à Allerborn en direction de la frontière belge.